# Claude Beau
Pour les articles homonymes, voir Beau.
Claude Beau, née le 20 novembre 1948 à Essaouira et morte le 29 janvier 2010 à Paris, est une magistrate et responsable associative française.

## Éléments biographiques
Née au Maroc en 1948, Claude Beau est arrivée en France en 1968. Mariée, mère de quatre enfants, elle meurt le 29 janvier 2010 des suites d'un cancer.

## Carrière professionnelle
À la sortie de l'École Nationale de la Magistrature en 1977, elle est devenue, par choix, juge des enfants. Elle a exercé ces fonctions pendant dix ans à Nancy puis à Strasbourg, avant d’être nommée vice-présidente du Tribunal de Strasbourg, chargée de la présidence d’une chambre commerciale. À Strasbourg elle a créé plusieurs associations :
- SOS aide aux habitants, première structure associative destinée à l'accueil des victimes ;
- CRESUS, consacrée à la lutte mutualisée contre le surendettement ;
- TREMPLIN JEUNES , spécialisée dans la conciliation de l'obligation scolaire avec l'initiation au travail en entreprise.

Détachée à la Fondation de France pour aider au développement de l'action judiciaire dans la ville, elle est nommée ensuite conseillère à la cour d’appel de Colmar et chargée, outre ses fonctions juridictionnelles, de la protection de l’enfance, avant de devenir à partir de 2000, vice-présidente du tribunal de grande instance de Paris.
À Paris , Amiens , Drancy et Villeneuve-la-Garenne, elle a créé plusieurs structures associatives appelées MISSION POSSIBLE chargées de développer une méthode innovante de prévention précoce associant parents et enfants hors mandat judiciaire ou administrative d'assistance éducative. 
Toutes ces initiatives, développées au prix d'une action courageuse et opiniâtre ont constitué des avancées significatives pour le renouveau de l'action sociale en France et en Europe où elles ont fait l'objet d'échanges fructueux.
Pendant trois ans, Claude Beau a exercé les fonctions de conseillère « justice » du directeur de l’Institut des Hautes Études de Sécurité Intérieure (IHESI), avant de reprendre une activité strictement juridictionnelle doublée d'une intense activité associative .

## Activités associatives
Claude Beau a fondé ou contribué à fonder plusieurs associations venant en aide aux plus défavorisés. À Strasbourg, deux associations sont particulièrement notables: l'association SOS- Aide aux habitants (aide aux victimes et médiation sociale) et CRESUS (surendettement).
À Paris, dans le 19e Arrondissement, elle a fondé en 2002 l'association Mission Possible, qui propose un accompagnement socio-éducatif à des enfants de 6 à 12 ans en grande difficulté et un soutien parental à leurs familles. Cette association a essaimé ensuite dans plusieurs autres villes de France.
Cette dernière association a souvent été évoquée par la presse. En particulier, l'émission Français, votez pour moi (France 3) consacre un reportage à cette action le 30 janvier 2007. D'autres interviews et reportages lui sont consacrés dans la presse écrite: Libération le 26 mai 2004, Le Point le 23 novembre 2006, Les Echos le 1er avril 2008.

## Distinctions
Elle a reçu notamment le Prix de la Coopération Féminine de la Fondation du Judaïsme en 2007 et a été lauréate de la Fondation Ashoka la même année.
Toujours en 2007, le magazine Femme Actuelle l'a nommée pour le prix des "femmes formidables" .